# Box-office France 1957
Cet article traite du box-office de 1957 en France.

## Les films de plus d'un million d'entrées
| Classement | Titre                                   | Pays               | Réalisateur                         | Box-office France  |
| ---------- | --------------------------------------- | ------------------ | ----------------------------------- | ------------------ |
| 1.         | Le Pont de la rivière Kwaï              |                    | David Lean                          | 13 481 750 entrées |
| 2.         | Sissi                                   |                    | Ernst Marischka                     | 6 592 981 entrées  |
| 3.         | Sissi impératrice                       | 6 392 762 entrées  | Ernst Marischka                     |                    |
| 4.         | Le Triporteur                           |                    | Jack Pinoteau                       | 4 865 231 entrées  |
| 5.         | Le Chômeur de Clochemerle               | Jean Boyer         | 4 397 173 entrées                   |                    |
| 6.         | Porte des Lilas                         | René Clair         | 3 946 553 entrées                   |                    |
| 7.         | Le Tour du monde en quatre-vingts jours |                    | Michael Anderson                    | 3 856 607 entrées  |
| 8.         | Honoré de Marseille                     |                    | Maurice Regamey                     | 3 755 963 entrées  |
| 9.         | Géant                                   |                    | George Stevens                      | 3 720 999 entrées  |
| 10.        | Folies-Bergère                          |                    | Henri Decoin                        | 3 513 397 entrées  |
| 11.        | Une Parisienne                          | Michel Boisrond    | 3 508 853 entrées                   |                    |
| 12.        | À pied, à cheval et en voiture          | Maurice Delbez     | 3 483 954 entrées                   |                    |
| 13.        | Anastasia                               |                    | Anatole Litvak                      | 3 303 242 entrées  |
| 14.        | Règlements de comptes à O.K. Corral     | John Sturges       | 3 199 975 entrées                   |                    |
| 15.        | La Loi du Seigneur                      | William Wyler      | 3 051 784 entrées                   |                    |
| 16.        | Casino de Paris                         |                    | André Hunebelle                     | 2 985 263 entrées  |
| 17.        | Les Lavandières du Portugal             |                    | Pierre Gaspard-Huit / Ramón Torrado | 2 979 976 entrées  |
| 18.        | Typhon sur Nagasaki                     |                    | Yves Ciampi                         | 2 974 430 entrées  |
| 19.        | Les Aventures d'Arsène Lupin            |                    | Jacques Becker                      | 2 970 265 entrées  |
| 20.        | La Famille Trapp                        |                    | Wolfgang Liebeneiner                | 2 846 143 entrées  |
| 21.        | L'Homme à l'imperméable                 |                    | Julien Duvivier                     | 2 787 384 entrées  |
| 22.        | Le Cas du docteur Laurent               |                    | Jean-Paul Le Chanois                | 2 722 438 entrées  |
| 23.        | À la Jamaïque                           | André Berthomieu   | 2 661 091 entrées                   |                    |
| 24.        | Trois de la marine                      | Maurice de Canonge | 2 657 567 entrées                   |                    |
| 25.        | Un roi à New York                       |                    | Charlie Chaplin                     | 2 624 648 entrées  |
| 26.        | Nathalie                                |                    | Christian-Jaque                     | 2 611 091 entrées  |
| 27.        | Pot-Bouille                             | Julien Duvivier    | 2 602 374 entrées                   |                    |
| 28.        | Les Nuits de Cabiria                    |                    | Federico Fellini                    | 2 567 054 entrées  |
| 29.        | L'Ami de la famille                     |                    | Jack Pinoteau                       | 2 520 117 entrées  |
| 30.        | Sénéchal le magnifique                  |                    | Jean Boyer                          | 2 382 084 entrées  |
| 31.        | Fernand clochard                        |                    | Pierre Chevalier                    | 2 317 335 entrées  |
| 32.        | Sous le ciel de Provence                |                    | Mario Soldati                       | 2 285 437 entrées  |
| 33.        | Cinq Millions comptant                  |                    | André Berthomieu                    | 2 278 491 entrées  |
| 34.        | Nous autres à Champignol                | Jean Bastia        | 2 275 229 entrées                   |                    |
| 35.        | Le Roi et moi                           |                    | Walter Lang                         | 2 169 627 entrées  |
| 36.        | Le Grand Bluff                          |                    | Patrice Dally                       | 2 109 296 entrées  |
| 37.        | Le rouge est mis                        | Gilles Grangier    | 2 104 394 entrées                   |                    |
| 38.        | Retour de manivelle                     |                    | Denys de La Patellière              | 2 083 608 entrées  |
| 39.        | Amère Victoire                          |                    | Nicholas Ray                        | 2 049 605 entrées  |
| 40.        | L'amour est en jeu                      |                    | Marc Allégret                       | 1 992 965 entrées  |
| 41.        | Mam'zelle Cri-Cri                       |                    | Ernst Marischka                     | 1 987 126 entrées  |
| 42.        | Tarzan et le Safari perdu               |                    | H. Bruce Humberstone                | 1 986 645 entrées  |
| 43.        | Celui qui doit mourir                   |                    | Jules Dassin                        | 1 956 919 entrées  |
| 44.        | Le Feu aux poudres                      | Henri Decoin       | 1 897 223 entrées                   |                    |
| 45.        | Rose                                    |                    | Wolfgang Staudte                    | 1 883 964 entrées  |
| 46.        | Police internationale                   |                    | John Gilling                        | 1 854 425 entrées  |
| 47.        | Les Louves                              |                    | Luis Saslavsky                      | 1 838 874 entrées  |
| 48.        | Les Espions                             |                    | Henri-Georges Clouzot               | 1 838 163 entrées  |
| 49.        | Liane la sauvageonne                    |                    | Eduard von Borsody                  | 1 832 232 entrées  |
| 50.        | Comme un cheveu sur la soupe            |                    | Maurice Régamey                     | 1 829 310 entrées  |
| 51.        | Le Trouillard du Far West               |                    | Norman Taurog                       | 1 817 503 entrées  |
| 52.        | Ariane                                  | Billy Wilder       | 1 809 680 entrées                   |                    |
| 53.        | Un vrai cinglé de cinéma                | Frank Tashlin      | 1 801 970 entrées                   |                    |
| 54.        | Les Ailes de l'espérance                | Douglas Sirk       | 1 771 659 entrées                   |                    |
| 55.        | Zarak le valeureux                      |                    | Terence Young                       | 1 735 607 entrées  |
| 56.        | Les Sorcières de Salem                  |                    | Raymond Rouleau                     | 1 686 749 entrées  |
| 57.        | Action immédiate                        |                    | Maurice Labro                       | 1 503 332 entrées  |
| 58.        | Assassins et Voleurs                    | Sacha Guitry       | 1 461 362 entrées                   |                    |
| 59.        | Orgueil et Passion                      |                    | Stanley Kramer                      | 1 460 073 entrées  |
| 60.        | Sous le signe de la croix               |                    | Guido Brignone                      | 1 354 541 entrées  |
| 61.        | Les Collégiennes                        |                    | André Hunebelle                     | 1 352 658 entrées  |
| 62.        | Sur la piste de l'Oregon                |                    | William Beaudine                    | 1 215 884 entrées  |
| 63.        | Ce joli monde                           |                    | Carlo Rim                           | 1 196 873 entrées  |
| 64.        | La Bataille du Rio de la Plata          |                    | Michael Powell / Emeric Pressburger | 1 179 453 entrées  |
| 65.        | L'Enfer des tropiques                   |                    | Robert Parrish                      | 1 179 392 entrées  |
| 66.        | Marqué par la haine                     |                    | Robert Wise                         | 1 117 988 entrées  |
| 67.        | Amour, tango, mandoline                 |                    | Arthur Maria Rabenalt               | 1 054 386 entrées  |
| 68.        | Jesse James, le brigand bien-aimé       |                    | Nicholas Ray                        | 1 013 593 entrées  |
| 69.        | Les Amours d'Omar Khayyam               | William Dieterle   | 1 004 293 entrées                   |                    |
| 70.        | Ah ! Quelle équipe                      |                    | Roland Quignon                      | 1 000 054 entrées  |